# Iphiclides feisthamelii
A Iphiclides feisthamelii, comummente conhecida como borboleta-zebra, é uma borboleta muito comum em quintas e zonas de cultivo, uma vez que, deposita os ovos nas folhas plantas hospedeiras, geralmente árvores de fruto, das quais as suas lagartas se vão alimentar. 

## Nomes comuns
Além de «borboleta-zebra», dá ainda pelos nomes comuns:  flâmula e chupa-leite.

### Etimologia
Quanto ao nome científico desta espécie:
- O nome genérico, Iphiclides, provém do grego e consiste num mitónimo, em alusão à figura da mitologia grega Ificles.[7]

- O epíteto específico, feisthamelii, provém do neolatim, tratando-se de uma homenagem ao militar e entomólogo francês Joachim François Philibert Feisthamel.[8]

## Descrição
Atinge dimensões significativas, podendo chegar aos  oito centímetros de envergadura de asas, assumindo-se como uma das maiores espécies de borboleta do continente europeu.
O seu corpo estreito, composto por um dorso negro e um ventre branco é separado por um par de bandas negras nas laterais. A cabeça encontra-se revestida de pêlos e dispõe de um par de antenas compridas com formato de aléu.
No que toca às asas, as posteriores apresentam uma coloração branco-amarelada com a margem denteada e amarela, ostentando, ainda, um par de listras, uma negra e outra azul; um ocelo (o olho desenhado na asa) azulado, com rebordos cor-de-laranja; e duas caudas compridas, com um traço negro.
Quanto às asas anteriores, são da mesma cor que as posteriores e destacam-se pelas suas bandas negras longitudinais.
As crisálidas são castanho-claras e as lagartas verde-claras.
A borboleta-zebra pode confundir-se com a borboleta Papilio machaon, porquanto só a forma das riscas pretas e as enormes caudas (nos machos a cauda é mais pequena) é que diferem entre as espécies. 

### Hábitos e ciclo de vida
A borboleta-zebra é uma espécie de hábitos diurnos.
Os adultos nutrem-se do néctar de várias árvores de fruto e de algumas herbáceas, desempenhando, assim, um importante papel de polinização. As fêmeas desta espécie depositam os ovos, sob as folhas, das quais as lagartas nascituras se irão posteriormente alimentar.
As lagartas da borboleta-zebra contam com um osmetério, que é um órgão comum a todas as larvas da família dos Papilionídeos,  do qual se servem, quando se sentem ameaçadas, para afastar os predadores, exalando um odor forte e desagradável.
A hibernação, por seu turno, é feita na crisálida que, além da já mencionada coloração acastanhada, se caracterizam pela face inferior ligeiramente pubescente.
As borboletas-zebras têm duas gerações por ano, sendo que a primeira é geralmente mais escura do que a segunda. É possível observá-las na Primavera e Verão, em locais quentes e com pouca vegetação.

### Ameaças
A redução de áreas naturais e de cultivo de abrunheiras em Portugal, tem levado à fragmentação do habitat desta espécie.

## Distribuição
Esta espécie está presente no Sudoeste do continente europeu, mais concretamente na Península Ibérica, no Sul de França e em Itália, e no Norte de África.
Na demais Europa Continental é substituída pela Iphiclides podalirius. 

### Portugal
Em Portugal, ocorre em todo o território continental. É susceptível de se encontrar em qualquer altitude, de Norte a Sul do país, tanto no litoral como no interior.

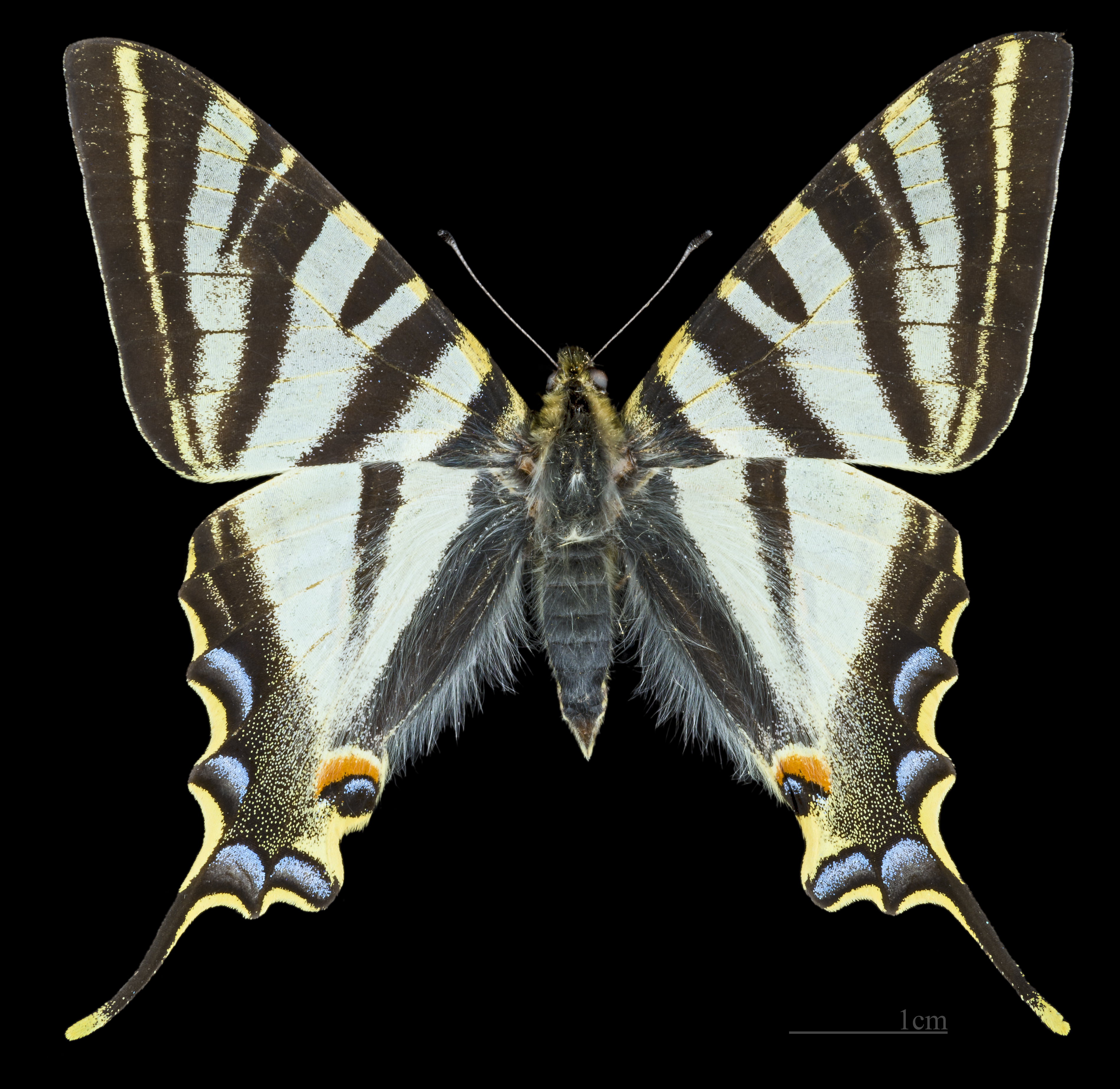
♂
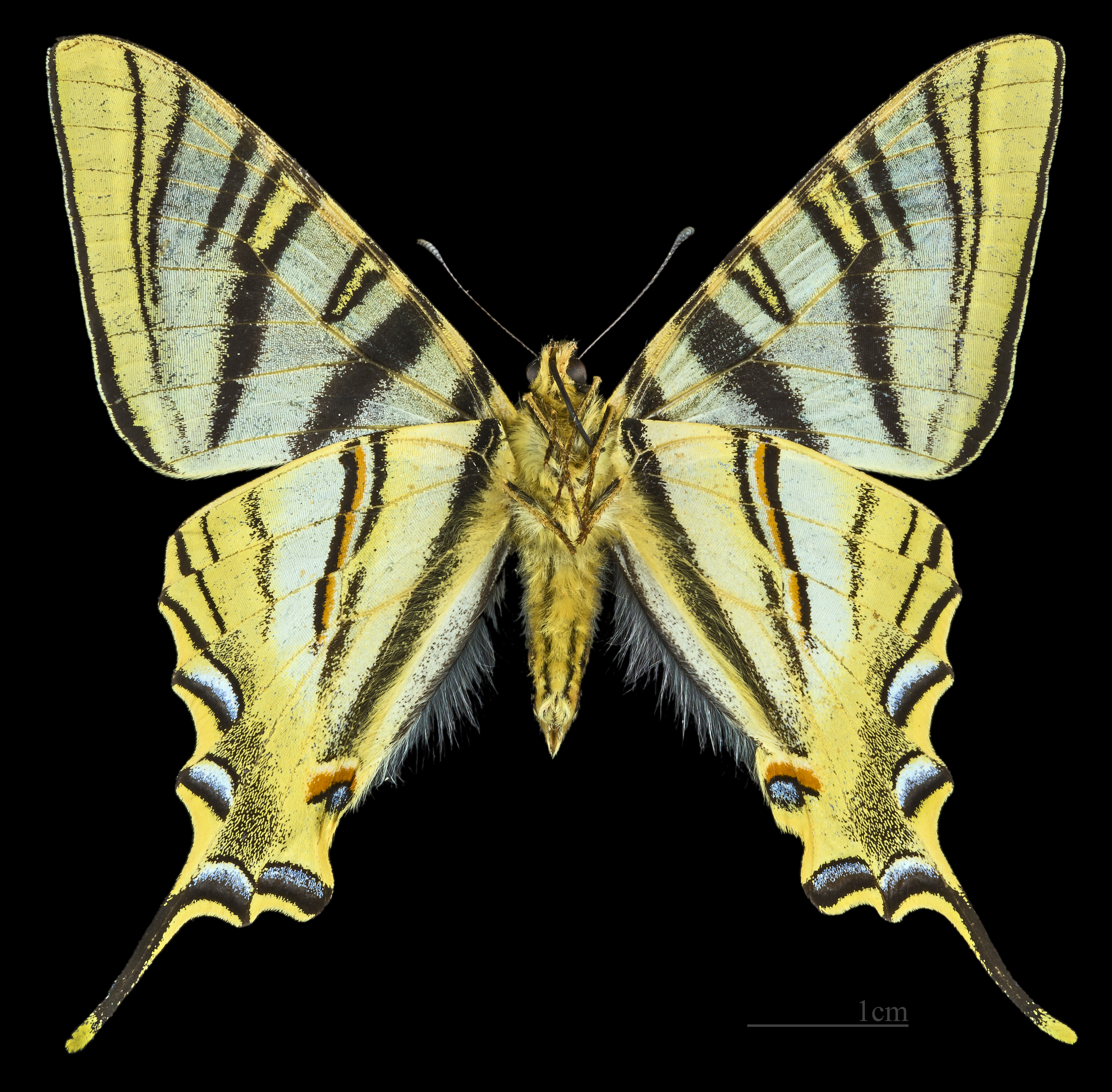
♂ △
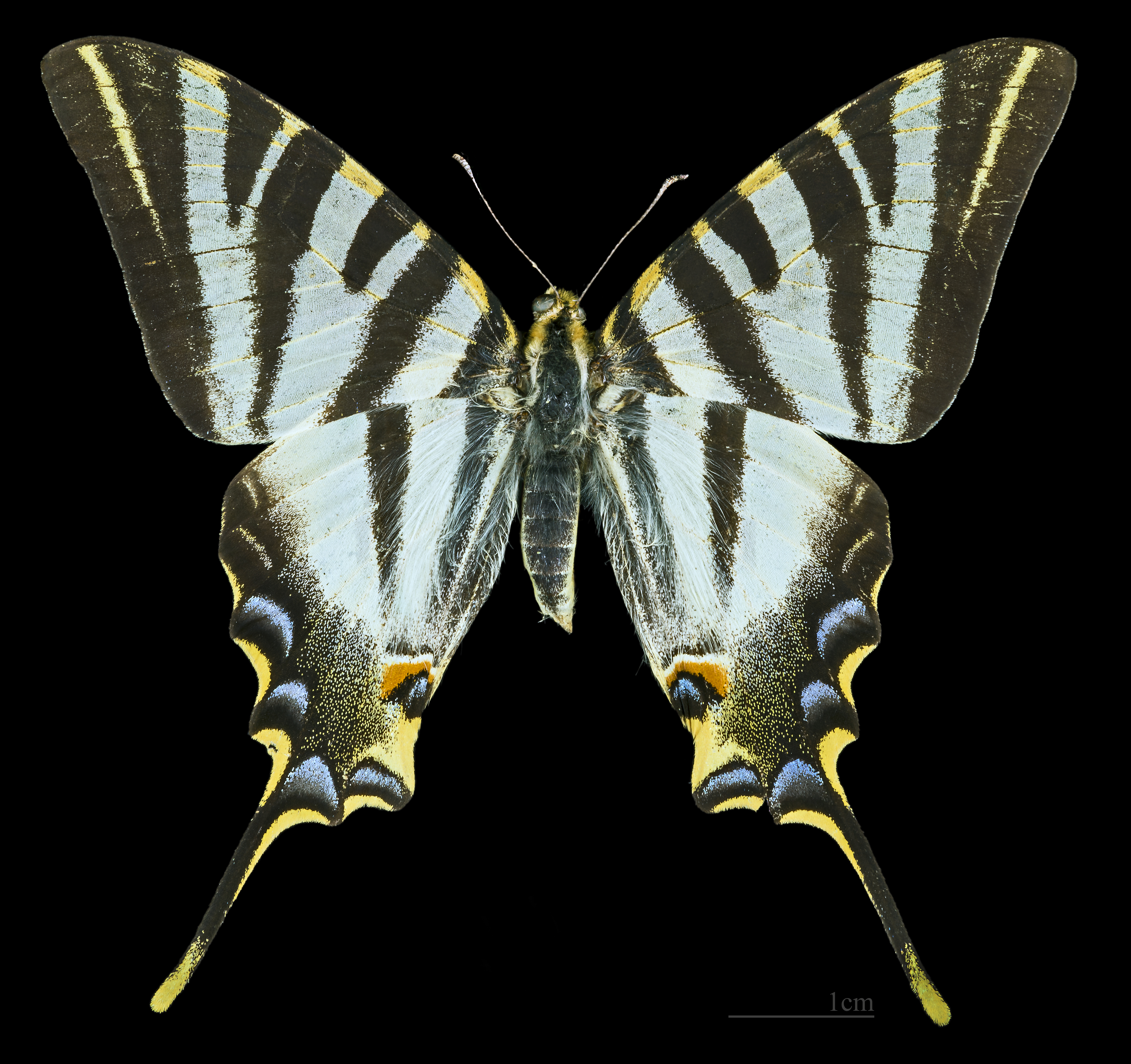
♀
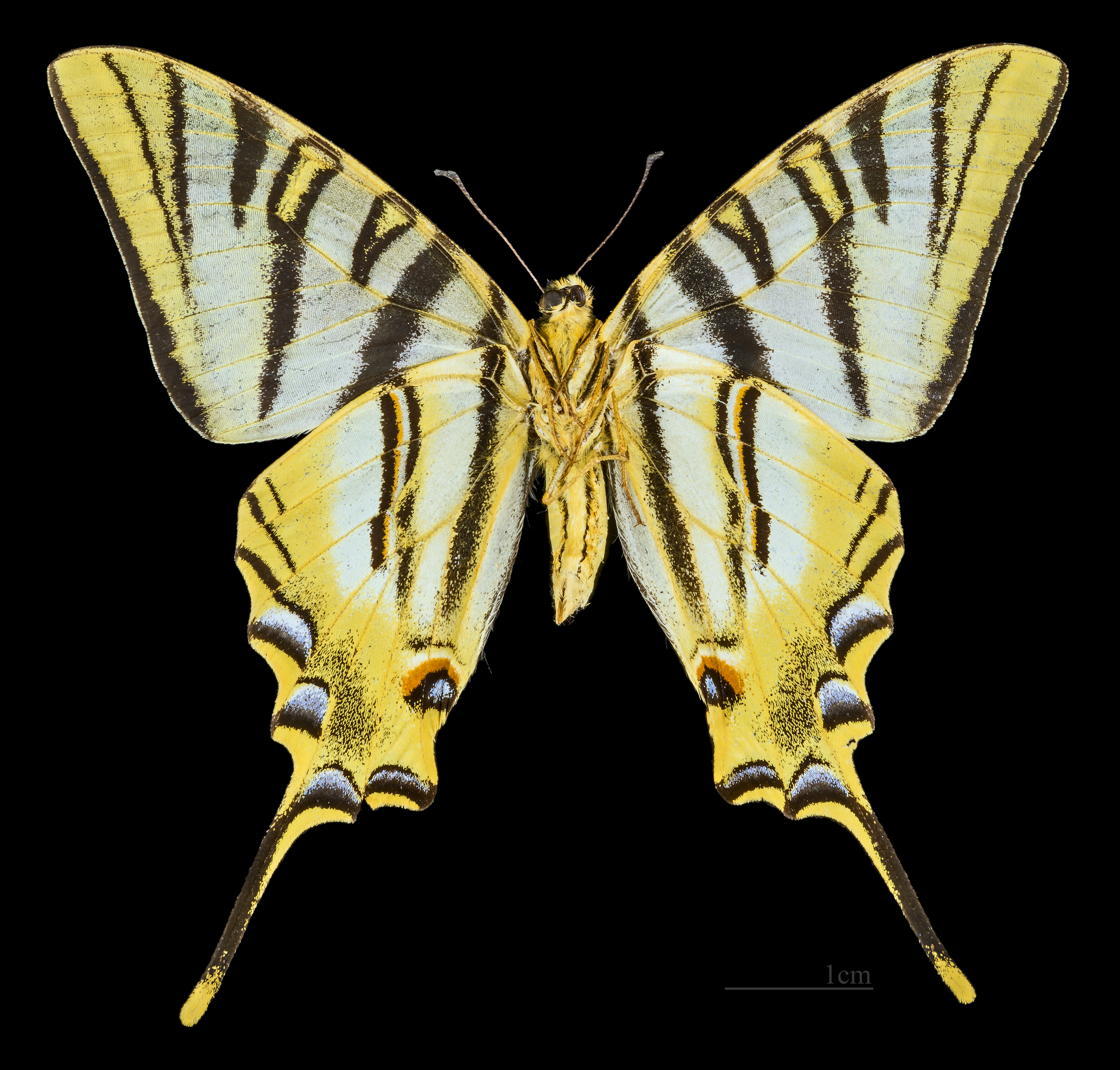
♀ △

### Ecologia
A borboleta-zebra  é sobretudo uma espécie generalista, de modo que se pode encontrar em diversos habitats, especialmente se em climas quentes e dotados de vegetação arbustiva circunvizinha.
Deste modo, privilegia espaços florestados, clareiras e espaços abertos quejandos. Não é incomum, por igual, vê-la em zonas ripícolas. 

Ainda assim, a contínua fragmentação e alteração dos habitats naturais faz com que esta borboleta possa ser encontrada, com alguma frequência, em pomares e outras zonas associadas a árvores de fruto, como quintas ou hortas, ou mesmo em áreas urbanas, como alguma arborização, como parques e jardins.